# Güsten
Güsten là một thị trấn thuộc huyện Salzland, bang Saxony-Anhalt, Đức.